# اتفاقات التطبيع الاقتصادي بين صربيا وكوسوفو (2020)
اتفاقات التطبيع الاقتصادي بين صربيا وكوسوفو (2020) هو اتفاق لتطبيع العلاقات الاقتصادية بين جمهورية صربيا وجمهورية كوسوفو تم توقيعه في البيت الأبيض، في واشنطن العاصمة، بحضور الرئيس الأمريكي دونالد ترامب في 4 سبتمبر 2020. وافقت صربيا على نقل سفارتها الإسرائيلية من تل أبيب إلى القدس ابتداء من حزيران/يونيو 2021، واتفقا إسرائيل وكوسوفو على تطبيع العلاقات بين البلدين.

## الاتفاق
بموجب أحكام الاتفاق الموقع، ستعلق صربيا لمدة سنة واحدة جهودها الرامية إلى تشجيع الدول الأخرى إما على عدم الاعتراف بكوسوفو أو إلغاء الاعتراف بها. وفي المقابل، لن تتقدم كوسوفو بطلب للحصول على عضوية جديدة في المنظمات الدولية لنفس الفترة الزمنية. وليس في الاتفاق ما يمنع الدول الأخرى من الاعتراف باستقلال كوسوفو خلال هذه الفترة، كما أن الاتفاق لا يمنع كوسوفو من السعي بنشاط للحصول على هذا الاعتراف. وهناك أيضا التزامات بتحديد هوية الرفات من صراع كوسوفو في الفترة 1998-1999 وإعادة تأهيل اللاجئين من ذلك الصراع.

## ردود الفعل

### المواتية
- صرح الرئيس الصربي ألكسندر فوتشيتش بأن الاتفاقات تشكل «خطوة هائلة إلى الأمام».[4]
- أشاد الرئيس الأمريكي دونالد ترامب بالاتفاقيات، مشيرًا إلى أنه كان «يومًا تاريخيًا حقًا» مضيفًا أنه «كان هناك الكثير من القتال والآن هناك الكثير من الحب. الاقتصاد يمكن أن يجمع الناس معا.»[5]

### غير المواتية
- انتقدت جامعة الدول العربية قرار صربيا وكوسوفو فتح سفارتين في القدس بدلا من تل أبيب.
- فلسطين، أدانت وزارة الخارجية والمغتربين الفلسطينية ما صدر عن رئيس الولايات المتحدة دونالد ترامب بشأن موافقة حكومتي صربيا وكوسوفو على فتح سفارات لها في مدينة القدس حيث وصفت هذه الخطوة بـ «عدوان سافر وغير مبرر على الشعب الفلسطيني وقضيته وحقوقه الوطنية العادلة والمشروعة».[6]
- أعربت تركيا عن قلقها إزاء قرار صربيا نقل سفارتها في إسرائيل إلى القدس واصفة إياه بأنه «انتهاك واضح للقانون الدولي».[7] وحثت تركيا أيضا كوسوفو على عدم وجود سفارتها في إسرائيل في القدس.[8]

### متباينة
- في 7 سبتمبر 2020، في بروكسل، أكد الرئيس ألكسندر فوتشيتش ورئيس الوزراء عبد الله هوتي أنهما يوليان أعلى أولوية للاندماج في الاتحاد الأوروبي ولمواصلة العمل على الحوار بين بلغراد وبريشتينا الذي ييسره الاتحاد الأوروبي والذي يعد عنصرًا رئيسيًا في مسارات كل منهما في الاتحاد الأوروبي. ويمكن للوثائق التي تم الاتفاق عليها مؤخرا في واشنطن، استنادا إلى الالتزامات السابقة المتصلة بالحوار، أن تقدم مساهمة مفيدة في التوصل إلى اتفاق شامل وملزم قانونا بشأن تطبيع العلاقات.[9][10] وفي التاريخ نفسه، حذر الاتحاد الأوروبي صربيا وكوسوفو من أن بإمكانهما تقويض آمالهما في الانضمام إلى الاتحاد الأوروبي بنقل سفارتيهما الإسرائيليتين إلى القدس. وقالت وزيرة الخارجية الصربية إيفيتسا داتشيتش إن القرار النهائي لا يزال يتعين مناقشته من قبل الحكومة وسيعتمد على «عدد من العوامل» بما في ذلك تطوير الروابط مع إسرائيل في المستقبل.[11] وقال المتحدث باسم الشؤون الخارجية للاتحاد الأوروبي بيتر ستانو: «في هذا السياق، فإن أي خطوات دبلوماسية يمكن أن تشكك في الموقف المشترك للاتحاد الأوروبي بشأن القدس هي مسألة تثير قلقا وأسفا بالغين،»[12]